# ماندوپاپ
ماندوپاپ (انگلیسی: Mandopop) نام یک سبک موسیقی چینی در زبان چینی استاندارد است.
واژهٔ «ماندوپاپ» حوالی ۱۹۸۰ میلادی و کمی پس از واژهٔ «کانتوپاپ» ابداع شد. این سبک موسیقی ابتدا در شانگهای پدیدار گشت و سپس در سایر نقاط سرزمین اصلی چین، تایوان، هنگ کنگ، سنگاپور و مالزی محبوبیت یافت.